# Костюк Олег Олександрович
Оле́г Олекса́ндрович Костю́к (3 листопада 1981 — 6 серпня 2015) — український військовик, учасник російсько-української війни.

## З життєпису
Народився 1981 року в місті Ромни Сумської області. Працював водієм вантажівки, захоплювався футболом; під час однієї гри пошкодив суглоби. Мешкав у місті Суми.
Брав активну участь Революції Гідності — приїхав до Києва ще до розгону студентів, задля цього звільнився з роботи, в сутичках зазнав струс мозку.
У Ромнах входив до складу Самооборони, рвався на фронт. Солдат, стрілець зведеної штурмової роти «Карпатська Січ».
6 серпня 2015 року загинув близько 18-ї години внаслідок прямого влучання міни з 82-мм міномета під час бойового чергування на позиції поблизу Опитного (висота «Джокер»). Тоді ж загинув Даніїл Касьяненко.
Без Олега лишились дружина та прийомна донька.
Похований у місті Ворожба Білопільського району.

## Нагороди та вшанування
За особисту мужність, сумлінне та бездоганне служіння Українському народові, зразкове виконання військового обов'язку відзначений — нагороджений
- орденом «За мужність» ІІІ ступеня (16.1.2016, посмертно)[2]
- 4 серпня 2016-го на подвірʼї роменського спорткомплексу ім. В. Окіпного відкрито меморіальну дошку Олегу Костюку
- пам'яті Олега Костюка присвячений футбольний турнір, який проходить в Ромнах щорічно напередодні річниці його смерті.